# Kunstpfeifer
Kunstpfeifer sind Menschen, die eine möglichst komplexe Melodie in verschiedenen Tonlagen ohne technische Hilfsmittel pfeifen können. Bis ins 19. Jahrhundert wurden in einigen Regionen Europas als Kunstpfeifer Musikanten bezeichnet, die von einer Stadt angestellt und in einer Zunft organisiert waren. In gleicher Bedeutung wurden die Begriffe Stadtpfeifer, Stadtmusikus und Stadtmusikant verwandt.

## Details
Kunstpfeifer waren in der Zeit der Brüder Schrammel sehr beliebt. Diese traten in den Wiener Varietés, Cabarets und Volksbühnen auf. Ihr Pfeifen erinnerte an Vogelgesang. Der bekannteste Kunstpfeifer Wiens trat mit den Brüdern Josef Schrammel und Johann Schrammel unter dem Namen Baron Jean (eig. Johann Tranquillini (1855–1895)) auf. Sein bürgerlicher Beruf war Fiaker. Er trat auch vor Kronprinz Rudolf auf.
In Deutschland war Guido Gialdini in den Jahren von 1900 bis 1933 ein populärer Kunstpfeifer, in den 1940er-Jahren war Ilse Werner eine sehr bekannte Kunstpfeiferin. Auch der belgische Sänger, Gitarrist und Parodist Bobbejaan (auch „Bobby Jaan“) war ein bekannter Kunstpfeifer. Als Folge eines chirurgischen Eingriffs verlor er seine virtuose Begabung.
Lips von Lipstrill ist im Jahr 2005 verstorben, Hans Hofmann (* 1946) hat sich auf Jazz und Klassik spezialisiert. Der 1987 geborene Nikolaus Habjan ist momentan der jüngste Kunstpfeifer Österreichs. Sein Spezialgebiet ist die Opernliteratur.
Von einem nicht so geschickten Kunstpfeifer erzählt Loriots Der Kunstpfeifer.

## Terminologie
Die Internationale Philharmonische Gesellschaft für Pfeifkunst unterscheidet die Pfeifkunst vom Kunstpfeifen und ordnet das Kunstpfeifen technisch der Familie der Flöte zu.

## World Whistlers Convention
Es findet eine Internationale Weltmeisterschaft im Kunstpfeifen unter dem Namen World Whistlers Convention statt. Sie wurde von 1973 bis 2013 jährlich in North Carolina durchgeführt, ab 2016 ist der Austragungsort alle zwei Jahre in Japan. Der Holländer Geert Chatrou hat die Meisterschaft drei Mal gewonnen und sitzt inzwischen in der Jury dieser Veranstaltung. 2020 fiel die World Whistlers Convention aufgrund der Covid-19-Pandemie aus.

## Bekannte Kunstpfeifer
- Geert Chatrou (* 1969)
- Josef Bratfisch (1847–1892)
- Julius Ansco Bruinier (1898–1973)
- Stefan Fleischhacker (* 1963)
- Guido Gialdini (1880–1943)
- Tamás Hacki (* 1944)
- Nikolaus Habjan (* 1987)
- Jeanette Baroness Lips von Lipstrill (1924–2005)
- Ron McCrobyl (1934–2002)
- Georg Tramer (1871–1939)
- Johann Georg Waltzen
- Ilse Werner (1921–2005)
- Roger Whittaker (1936–2023)
- Hans Hofmann
- Hans Martin Werner
- Oliver Zelinski